# Gordana Kuić
Gordana Kuić, szerb cirill: Гордана Куић (Belgrád, 1942. augusztus 29. – 2023. január 13.) szerb regényíró. Az egykori Jugoszlávia országaiban számos irodalmi díjat nyert. Munkáit elsősorban az anyja, Blanki Levi, valamint nagynénjei ihlették, akik szefárd zsidók leszármazottai a Balkánon, Szarajevóban éltek. Kuić talán legismertebb regénye A balkáni eső illata (Belgrád, 1986), melyből ezt követően egy balett, egy színdarab, 2010-ben pedig egy 14 részes szerb televíziós sorozat készült (ez utóbbit Magyarországon is sugározták 2016/17-ben).

## Életrajza
A belgrádi egyetem angol nyelv és irodalom szakán végzett, majd a belgrádi amerikai nagykövetségen, később a new york-i székhelyű Soros Alapítványnál dolgozott az USA-ban.
Eddigi műveivel a rangos Női Pen-díjat (Zlatno Pero), 5 arany Best-Sellers, valamint két könyvvásári díjat nyert. Műveit eddig angol, francia, héber, lengyel és szlovén nyelvre fordították le.
A már említett A balkáni eső illata c. regényéből készült balettnek (The Scent of Rain – a ballet for Riki) az ősbemutatója Szarajevóban volt 1992-ben, illetve néhány héttel később Belgrádban az Októberi Zenei Fesztiválon.
Nebojša Romčević írta G. Kuić regénye alapján színdarabját, melyet azonos címmel 2009. április 12-én mutattak be a belgrádi Madlenianum színházban.
2010-ben készült a 14 részes szerb televíziós sorozat (forgatókönyvíró: Đorđe Milosavljević, rendező: Ljubiša Samardžić), melyet vetítettek még Boszniában, Horvátországban és Szlovéniában is.
Másik regényét, a Hársfavirágzás a Balkánon címmel, 13 részes televíziós sorozatként a szerb állami televízió készítette (rendező: Ivan Stefanović).

## Főbb művei

### Regények
- A balkáni eső illata (Miris kiše na Balkanu)
- Hársfavirágzás a Balkánon (Cvat lipe na Balkanu)
- Alkonyat a Balkánon (Smiraj dana na Balkanu)
- Szellemek a Balkánon (Duhovi nad Balkanom)
- Luna Levi balladája (Legenda o Luni Levi)
- Benjamin Baruch tündérmeséje (Bajka o Benjaminu Baruhu)
- Bohoreta balladája (Balada o Bohoreti)

### Egyéb
- A történet többi része (Preostale priče) – elbeszélések
- Az éjszaka másik oldalán (K druge strane noći) – elbeszélések

## Külső hivatkozások
- Hivatalos honlap szerb nyelven